# Yuliya Safina
Yuliya Vasilyevna Safina (em russo, Юлия Васильевна Сафина: Smirnovo, 1 de julho de 1950) é uma ex-handebolista soviética, campeã olímpica.

## Carreira
Ela fez parte da geração soviética campeã das Olimpíada de Moscou 1980, com 5 partidas.